# Pseudococcus agavis
Pseudococcus agavis är en insektsart som beskrevs av Herbert C. Macgregor 1958. Pseudococcus agavis ingår i släktet Pseudococcus och familjen ullsköldlöss. Inga underarter finns listade i Catalogue of Life.